# Glycosmis trichanthera
Glycosmis trichanthera är en vinruteväxtart som beskrevs av André Guillaumin. Glycosmis trichanthera ingår i släktet Glycosmis och familjen vinruteväxter.

## Underarter
Arten delas in i följande underarter:
- G. t. kelantanica
- G. t. sumatrana